# Alejandro Mateos
Alejandro Daniel Mateos Sorrentino (Villa Pueyrredon, Buenos Aires - 6 de julio de 1957), más conocido como Alejandro Mateos, es un compositor y músico argentino. Es conocido por haber sido baterista de ZAS, la banda de su hermano Miguel.

## Inicios
Es hermano de Miguel Mateos, con quien estudió guitarra pero luego se inclinó a la percusión. Desde los 16 años tenía su propia banda que se llamaba "Azul" y realizó shows y grabaciones con conocidos solistas. Algunos de sus profesores fueron Licari y Daniel Volpini.

## ZAS
En 1979 funda junto a su hermano Miguel Mateos el grupo Zas, con su hermano a la cabeza en la guitarra, teclados y voz, él en batería, Jorge Infusino en bajo y Omar Moretti en guitarra.
En 1980 Zas cambia de integrates y a la banda de los hermanos Mateos se suman Ricardo Pegnotti en guitarra y Fernando Lupano en bajo. En febrero de 1981 tocan tres noches en el estadio de Vélez como grupo soporte de Queen frente a 150.000 personas. Con esta formación graban en 1981 la canción Solo tu amor es dinamita para el disco La isla de la música, una selección de varios artistas y en 1982 lanzan "ZAS", el primer LP homónimo del grupo en los Estudios Music Hall. En este álbum se destaca la canción "Va por vos, para vos", su primer hit, que se transformaría en uno de los clásicos del rock argentino. Luego vendrían Huevos (1983) y Tengo que parar (1984) para los cuales Lupano y Pegnotti son reemplazados por Raúl Chevalier y Pablo Guyot y donde se destacan dos de los mayores éxitos de ZAS: En la cocina huevo y Tirá para arriba, respectivamente.
Pablo Guyot sería reemplazado por Eduardo Sanz e ingresa en teclados Julio Lala.
En 1985 graba en vivo Rockas vivas, logrando el récord de discos vendidos y en 1986 edita el maxisencillo Mensajes. Desde 1986 la agrupación funcionaría como apoyo de Mateos para sus últimos discos: Solos en América (1986) y Atado a un sentimiento (1987).
Desde 1984 a 1988 fue votado por el público entre los 5 mejores bateristas en las revistas: "Pelo" y "Rock & Pop".

## Actualidad
En 1989 viaja a Estados Unidos, donde fija su residencia profesional hasta fines de 1993. Allí graba y toca junto a renombrados músicos del país del norte y realiza giras por toda América junto a Miguel Mateos.
En 1992 es votado por los críticos especializados como el Mejor baterista de Rock Latino en México. Además desempeña tareas como productor musical, realizando producciones en la Argentina, México, Colombia y USA. Participó en la grabación de más de 20 discos, sumando más de 10.000 horas de estudio de grabación. En Estados Unidos participó de máster-classes con: Terry Bozzio, Pat Masteloto, V. Colaiutta, Carmine Appice, Mat Sorum, entre otros. Fue director general de un Instituto de Enseñanza de Música llamado Mastermusic , donde él y varios integrantes de la banda daban clases. Posee una colección de 700 discos de vinilo. Junto con Miguel Mateos creó una Productora propia llamada La Cábula.
El 26 de agosto de 2010 estuvo presente en la Facultad de Ingeniería de Mendoza en actividades organizadas por el Instituto de Audio y Sonido.

## Discografía

### Álbumes con ZAS

#### De estudio
- ZAS (1982)
- Huevos (1983)
- Tengo que parar (1984)
- Solos en América (1986)
- Atado a un sentimiento (1987)

#### En vivo
- Rockas vivas (1985)